# Tweede Barbarijse Oorlog
De Tweede Barbarijse Oorlog – ook bekend als de Algerijnse oorlog - had plaats in 1815 tussen de Verenigde Staten en de Barbarijse provincies van het Ottomaanse Rijk, namelijk Algiers, Tripoli en Tunis. De oorlog leidde ertoe dat de Verenigde Staten geen geld meer hoefden te betalen aan de 
Barbarijse piraten. Ook betekende het, mede dankzij de inzet van Groot-Brittannië en Nederland in het jaar daarop, het einde van de piraterij in de regio.

## Aanloop
De Eerste Barbarijse Oorlog (1801-1805) eindigde in een overwinning voor de Verenigde Staten. Daarna verplaatste de aandacht van het land zich naar een conflict met Engeland over de handel met Frankrijk. Dit conflict liep uit in de Oorlog van 1812. De Barbarijse piraten zagen hun kans en begonnen opnieuw met aanvallen op Amerikaanse en Europese handelsschepen op de Middellandse Zee.

## Oorlog

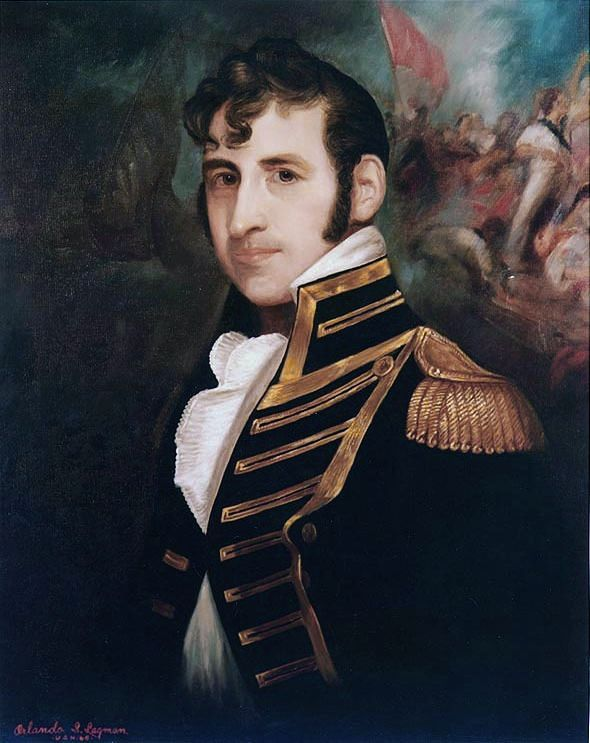
Stephen Decatur

De Verenigde Staten weigerden ook een financiële bijdrage te leveren aan de piraten, met als tegenprestatie dat zij Amerikaanse schepen met rust zouden laten. Omar Bashaw, de bei van Algiers, verklaarde in 1815 de oorlog aan de Verenigde Staten. Dat land was intussen weer herstellende van de Oorlog van 1812.
Het Amerikaanse Congres ging er op 3 maart 1815 mee akkoord om een vloot naar het gebied te sturen. Onder leiding van Stephen Decatur en William Bainbridge, beide veteranen van de Eerste Barbarijse Oorlog, vertrok er een tiental schepen richting Noord-Afrika. De eerste schepen vertrokken onder leiding van Decatur op 20 mei. Bainbridge vertrok pas op 1 juli.
Kort nadat zij Gibraltar waren gepasseerd stuitte het squadron van Decatur op het Algerijnse vlaggenschip Meshuda. Na een gevecht namen zij het schip in. Dat gebeurde kort daarop ook met het schip de Estedio. In de laatste week van juni legden de Amerikaanse schepen aan voor de kust van Algiers. Zij wilden onderhandelingen starten met de bei, maar deze weigerde aanvankelijk. Na dreigementen van verdere vernietiging capituleerde de bei. Er werd een akkoord gesloten, waarbij Algerije de Estedio en Meshuda terugkreeg, in ruil voor alle Amerikaanse gevangenen, ongeveer tien in getal, en een behoorlijk aantal Europese gevangenen. De Verenigde Staten lieten 500 Algerijnse gevangenen vrij. Er werd ook afgesproken dat de Amerikaanse schepen voortaan een vrije doorvaart zouden hebben.
Decatur zette scheep naar Tunis en vervolgens Tripoli om daar gelijke afspraken te maken. Intussen zegde de bei van Algiers het verdrag op.

## Nasleep
Groot-Brittannië ondernam begin 1816 een diplomatieke missie richting Algiers, Tunis en Tripoli om de beis ervan te overtuigen te stoppen met de piraterij en de christelijke slaven vrij te laten. De beis van Tunis en Tripoli gingen akkoord zonder tegenstribbeling. De Bei van Algiers verzette zich echter, maar leek uiteindelijk toch akkoord te gaan. Edward Pellew, burggraaf van Exmouth, het hoofd van de missie, leefde onder de gedachte dat hij een verdrag gesloten had en keerde terug naar Engeland. Kort nadat het verdrag echter was gesloten, vermoordden Algerijnse troepen 200 Corsicaanse, Siciliaanse en Sardinische vissers die onder Britse bescherming stonden. Dit leidde tot grote woede in Groot-Brittannië en Europa en Exmouths missie werd gezien als een mislukking.
Exmouth keerde daarom terug naar Algiers met een vijftal Britse linieschepen en een zestal Nederlandse fregatten. Op 27 augustus 1816 begon een negen uur durend bombardement op Algiers. Dat leidde tot grote beschadigingen aan de stad en het leger van de bei. Exmouth waarschuwde dat het bombardement de volgende dag door zou gaan als de bei niet akkoord ging. De bei realiseerde zich niet dat Exmouth blufte, omdat alle munitie de eerste dag al verschoten was. Hij ging akkoord en op 24 september 1816 werd er een akkoord gesloten. Er werden 1.083 christelijke slaven vrijgelaten, onder wie de Britse consul.
Doordat de Europese schepen steeds geavanceerder werden, was het voor de piraten niet langer mogelijk bij te blijven. Deze oorlog maakte dus een einde aan de eeuwenoude Barbarijse piraterij. In de decennia daarop werden Algiers en Tunesië ingenomen door Frankrijk. Tripoli werd in 1911 door Italië veroverd op het Ottomaanse Rijk.